# Грач Едуард Давидович
Едуард Давидович Грач (*19 грудня 1930, Одеса) — російський скрипаль, альтист, диригент, педагогнародний артист СРСР (1991).

## Освіта
1936 рік — прийнятий в авторську школу скрипкового педагога Петра Столярського. Перший педагог — Беньямін Мордкович.
Продовжив освіту в роки Німецько-радянської війни в Новосибірську під керівництвом Йосипа Гутмана.
З 1944 по 1956 — навчався у Абрама Ямпольського.
- 1944–1948 — Центральна музична школа
- 1948–1953 — Московська державна консерваторія імені П. И. Чайковського
- 1953–1958 — аспірантура Московській державній консерваторії імені П. И. Чайковського. Після смерті А. Ямпольского займався під керівництвом Давида Ойстраха.

## Біографія
У Новосибірське 13 липня 1944 дав перший у житті сольний концерт.
З 1949 почав концертну діяльність як скрипаль.
З 1953 — соліст Москонцерта.
У 1964 увійшов до складу фортепіанного тріо: Є. В. Малінін, Н. М. Шаховська.
З 1975 — соліст Московської державної академічної філармонії.
У 1979 дебютував як диригент.
У 1980 — початок концертної діяльності як альтиста.
З 1989 викладає на кафедрі скрипки Московської консерваторії, з 1990 ріка — професор, в 1995—1998 рр. — завідувач кафедри скрипки.
З 1990 — художній керівник камерного оркестру «Московія». Перший вихід «Московії» на сцену відбувся на ювілейному концерті на честь 100-річчя з дня народження А. І. Ямпольського.
З 2007 — завідувач кафедри скрипки.
Член Опікунської ради конкурсу Ротарі.
Серед учнів — лауреати багатьох міжнародних конкурсів: Олена Баева, Микита Борисоглебский, Олександра Лі, Гайк Казазян і багато інших.

## Нагороди
- Лауреат конкурсу музикантів-виконавців 2-го Міжнародного фестивалю демократичної молоді і студентів в Будапешті (1-ша ін., 1949)
- Лауреат  Міжнародного конкурсу ім. М. Лонг — Ж. Тібо в Парижі (2-га ін., 1955)
- Лауреат Міжнародного конкурсу ім. П. І. Чайковського в Москві (5-та ін., 1962).
- Орден «За заслуги перед Вітчизною» III ступеня (19 грудня 2005) — за великий внесок у розвиток вітчизняного музичного мистецтва і багаторічну творчу діяльність[1][2]
- Орден «За заслуги перед Вітчизною» IV ступеня (31 серпня 1998) —  за заслуги перед державою, вагомий внесок у зміцнення дружби і співпраці між народами, багаторічну плідну діяльність у галузі культури і мистецтва [3]
- Орден Пошани (11 червня 2011) —  за великі заслуги в розвитку вітчизняної культури і мистецтва, багаторічну плідну діяльність [4]
- Народний артист СРСР (28 листопада 1991) —  за великі заслуги в розвитку радянського музичного мистецтва [5]
- Подяка Президента РФ «За великий внесок у розвиток музичного мистецтва» (2002, 2010)
- Премія Уряду Москви (2004)
- Державна премія Республіки Саха (Якутія) (2009)
- Медаль Міжнародного фонду Ежена Ізаї
- Академік італійської академії «Monti Azzuri»
- Почесний професор Шанхайської і Сичуаньської консерваторій у Китаї, Якутської Вищої школи музики, Університету «Індіанаполіс» в Афінах (Греція), майстер-класів «Кешет Ейлон» (Ізраїль)
- За версією Classical Music Archives артист місяцю (жовтень 2005 року)
- У 2000 р ім'ям Е. Д. Грача названа зірка в  сузір'ї Стрільця (сертифікат 11 № 00575)[6]